# Prosopografía

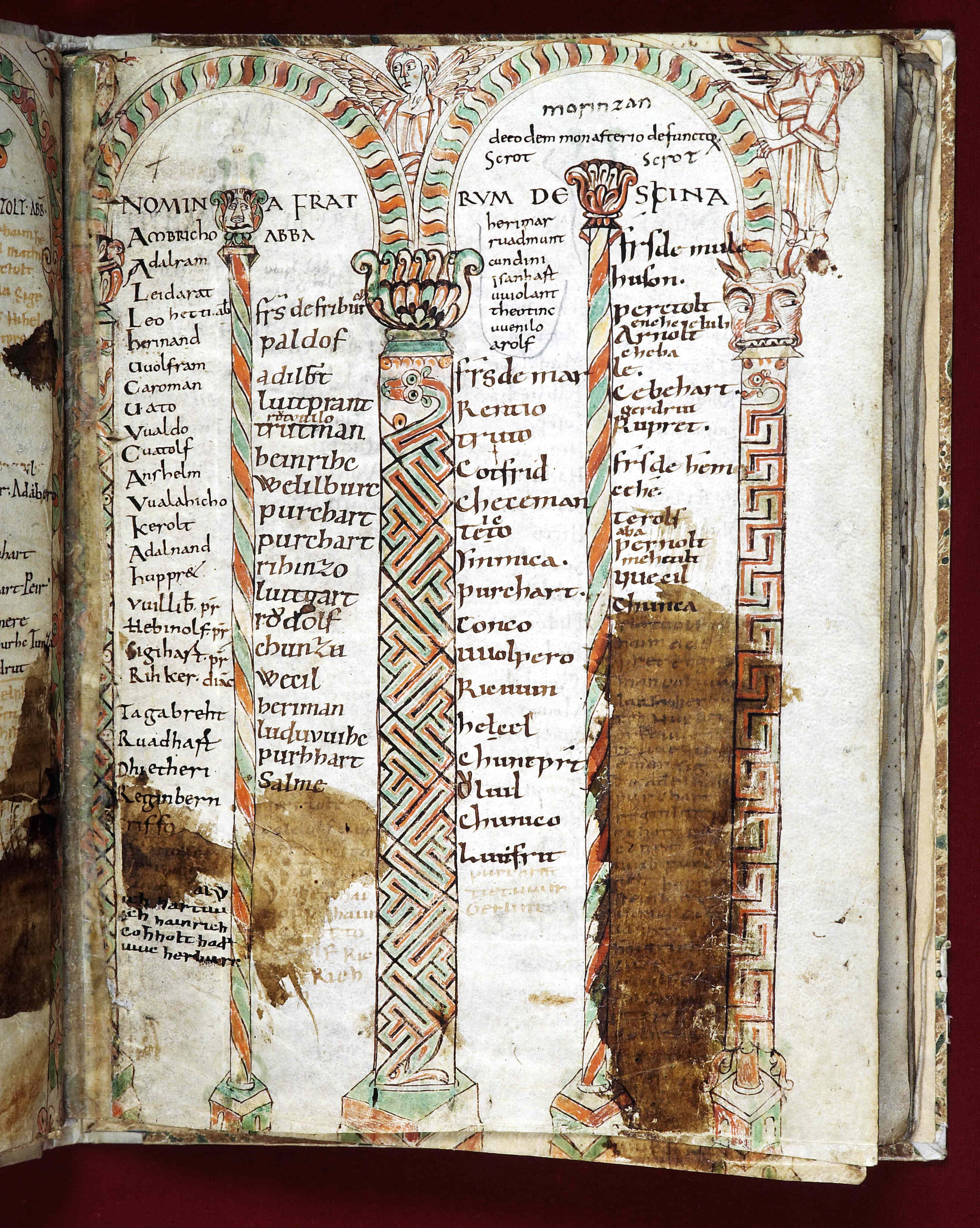
Libro de confraternización de la biblioteca de la Abadía de St. Gallen

La prosopografía (que etimológicamente significa descripción del aspecto exterior de una persona, de "prosopón", rostro, y "grafía" escritura o descripción, ambos en griego) es la descripción de un personaje. Se entienden cosas diferentes según se emplee este término en teoría retórica y preceptiva literaria, o bien en historia.
Para la historia, la prosopografía fue desde la antigüedad una disciplina auxiliar cuyo objetivo era estudiar las biografías de una persona en tanto que miembro de un colectivo social, esto es, la vida pública de una persona. Se trata así de ver una categoría específica de la sociedad, estamento, oficio o rango social, por lo general las élites sociales o políticas. 
Esta figura literaria consiste en describir al personaje de la obra. Sus rasgos físicos, estatura, corpulencia, facciones, etc. Actualmente también se aplica en todas las divisiones, cronologías de la historia, y al estudio de las biografías. 
El término prosopografía se emplea actualmente en todas las divisiones cronológicas de la historia, y designa al estudio masivo de biografías. Consta de varias etapas:
1. Determinar el grupo social que será objeto de estudio (por ejemplo una profesión, los miembros de un movimiento u organización, los ocupantes de un determinado cargo político o judicial, etc.).
2. Compilación de las biografías del conjunto de personas pertenecientes a ese grupo listando el mayor número de datos y características pertinentes.
3. Análisis cuantitativo de esas biografías, que permite detectar rupturas o continuidades de los modos de vida, de reclutamiento, de reproducción del grupo social considerado.

Más que una ciencia auxiliar se ha convertido en un método histórico, en la medida en que la prosopografía suscita problemáticas históricas específicas.
El uso de la informática, especialmente de las bases de datos, ha permitido un desarrollo importante de este método histórico.
Entre otros, puede citarse para la historiografía francesa el trabajo de Christophe Charle sobre los universitarios franceses de 1870 a 1940 o, en un estilo muy diferente, la obra de Herbert Lüthy sobre los banqueros protestantes, de la revocación del Edicto de Nantes a la Revolución francesa. El Diccionario biográfico del movimiento obrero francés, iniciado por Jean Maitron, es un excelente ejemplo de prosopografía para el periodo contemporáneo. Puede citarse igualmente a Christian Topalov (sociólogo) y sus investigaciones sobre la nebulosa reformista de los años 1880-1914 (hipótesis de la existencia de un campo de la reforma).
La prosopografía es una de las especialidades del laboratorio de medievalística occidental de París (LAMOP), dirigido por el profesor Jean Philippe Genet.
En España se han realizado varios estudios prosopográficos de élites burocráticas y en particular de los diputados en las diferentes Cortes, desde las del Antiguo Régimen a las actuales, detectando la repetición sistemática de las mismas familias (en el periodo histórico contemporáneo y representando a partidos distintos), además de otros rasgos profesionales y formativos.
Familias como los Maura, los Calvo Sotelo, los Gil-Robles o los Aznar han proporcionado varios ejemplos. Uno de los más evidentes y recientes es el parentesco entre Alberto Ruiz Gallardón (PP) y Trinidad Jiménez (PSOE), adversarios en las elecciones autonómicas de Madrid.